# Fitnat Ahrens

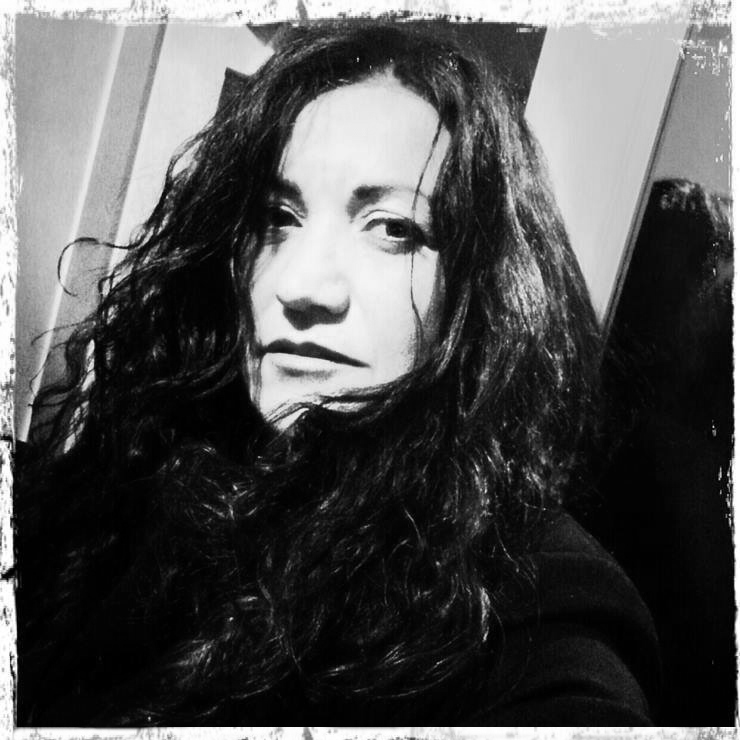
Fitnat Ahrens Selbstporträt

Fitnat Ahrens, geb. Kayacık, (* 6. November 1963 in Izmir) ist eine deutsch-türkische Autorin.

## Leben
Fitnat Ahrens war mit Asım Can Gündüz und weiteren Künstlern 1983 in der Türkei Mitbegründerin und Autorin des Kabaretts Tatlı & Acı („Süß & Scharf“). Sie schrieb auch Texte für die Istanbuler Hardrockband KRAMP.
Ihr Debüt als Buchautorin hatte sie in ihrem Geburtsland mit dem Gedichtband Ölümün Dansi (1996). In Deutschland veröffentlichte Ahrens zunächst Kurzgeschichten und Märchen in regionalen Zeitschriften. Mit dem Fantasyroman Destina – Im verborgenen Reich der Dschinnen, der im IATROS Verlag erschien, folgte 2009 jedoch auch hier eine Buchveröffentlichung.
Ahrens lebt seit Ende der 1980er-Jahre in Deutschland.

## Auszeichnungen
- 2008: Literaturförderpreis von Atöf, Hürriyet und Türkshow TV für die Kurzgeschichte Kapali Sandik (Die geschlossene Schatulle)
- 2017: 3. Bubenreuther Literaturwettbewerb
- 2020: Dichterpreis „Goethes Schlittschuh“ Pfaffenhofen für die Kurzgeschichte Die Flasche[1]; Online

## Werke
- 1996: Siir – Kara Mizah Ölüm'ün Dansi (als Fitnat Ziegler Kayacık).
- 2009: Destina – Im verborgenen Reich der Dschinnen. IATROS-Verlag, Dienheim, ISBN 978-3-937439-37-2.
- 2021: Yusuf der Schamane. Kelebek Verlag Schrobenhausen, ISBN 978-3-947083-49-7.